# Way to answer
《way to answer》是fripSide（第二期）的第五張單曲。於2011年12月14日由Geneon Entertainment發售。

## 概要
- 初回限定盤（GNCA-0228）及通常盤（GNCA-0229）2種版本。初回限定盤附收錄有《way to answer》PV的DVD。
- 繼動畫《科學超電磁砲》三首片頭曲後，這次「way to answer」是PSP遊戲《科學超電磁砲》的主題歌
- 單曲同時收錄預定於2012年1月27日發售的PC遊戲《ティンクル☆くるせいだーす -Passion Star Stream-》的主題歌「last fortune」。
- 這次「way to answer」的PV請來了高木ブー出演，PV風格與「only my railgun」「LEVEL5-judgelight-」及「future gazer」相似。還有請來マギー利博出演這次的PV。

## 收錄歌曲
CD
1. way to answer （4:46）
PSP遊戲《科學超電磁砲》主題歌
作詞：yuki-ka/八木沼悟志，作曲、編曲：八木沼悟志
2. last fortune （4:56）
PC遊戲《ティンクル☆くるせいだーす -Passion Star Stream-》主題歌
作詞：yuki-ka/八木沼悟志，作曲：八木沼悟志，編曲：八木沼悟志/川﨑海
3. way to answer（Instrumental）
4. last fortune（Instrumental）

DVD（附初回限定盤）
1. way to answer PV
2. MAKING
3. SPOT In Stores Now ver.
4. SPOT Special ver.